# Goreta
Goreta (en francès Gourette) és una estació d’esquí situada al departament dels Pirineus Atlàntics, a la regió de la Nova Aquitània. Forma part de la comuna d'Aigas Bonas.
L'estació es troba a la carretera del coll d’Aubisca s'estén entre els 1350 i els 2450 metres sobre el nivell del mar. Ofereix una zona esquiable de 140 hectàrees amb 42 km de pistes senyalitzades. Forma part de l'agrupació d'estacions N'Py (Nouvelles Pyrénées).

## L'estació d'esquí

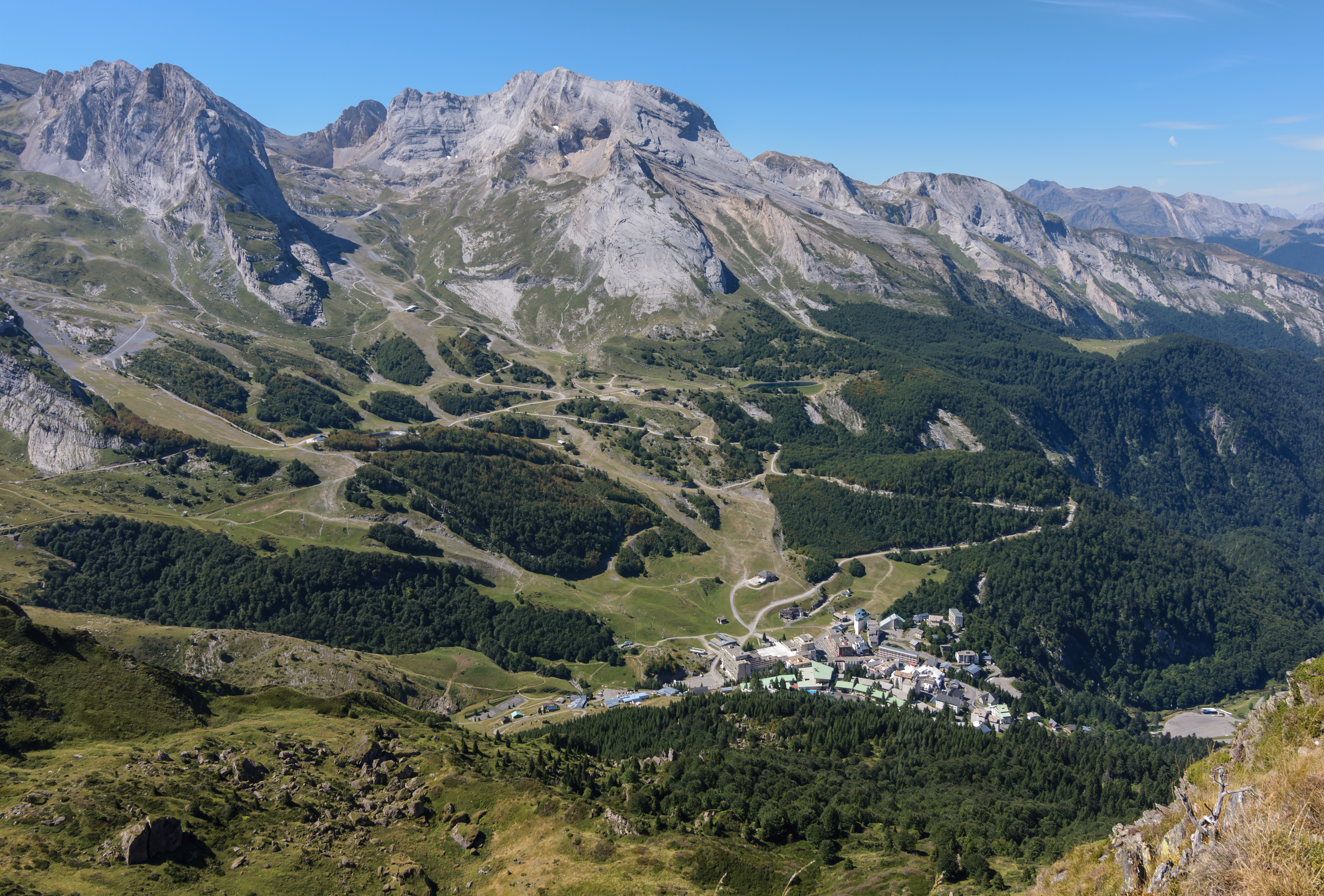
El circ de Goreta i el pic de Ger a l'estiu.

L'estació d’esquí de Goreta es troba dins del circ del mateix nom. És envoltada de cims. el més alt dels quals és el pic de Ger (2.613 m).
S'organitza en quatre sectors i un front de neuː
- El sector de Pèna Blanca és un dels dos sectors, juntament amb el de Còth, que està situat a la part superior de l'estació de Goreta. Està format per pistes vermelles i negres, només aptes per a usuaris experimentats. La part més alta de l'estació d'esquí, amb una altitud de 2.450 m, es troba en aquest sector.

- El sector Còth és el segon sector més elevat de Goreta. Abans el seu punt més alt era a 2.124 m d’altitud, però la destrucció d'un telecadira a causa d’una allau el 2015.[2] va situar aquest punt als 2.060 m. Aquest sector està dedicat a l'esquí de nivell mig, format per pistes blaves, vermelles i negres. És boscós a la part baixa. També és aquí on hi ha un parc de neu i un camp de bicicletes per fer activitats d’estiu.

- El sector de l’altiplà té la particularitat de ser boscós i situat a una altitud intermèdia. Hi ha un restaurant d'altitud i un parc ferroviari. Aquest sector també és un dels punts d’encreuament de la majoria de pistes d’esquí, rebent els dels sectors de Beson, Coch i Pèna Blanca.

- El sector de Beson és un sector lleugerament boscós dedicat a principiants i pràctiques de lleure. A més de les pistes verdes i blaves, hi ha un restaurant d’altitud, una zona de trineus i un circuit nòrdic enllaçat amb la part inferior de l'estació.

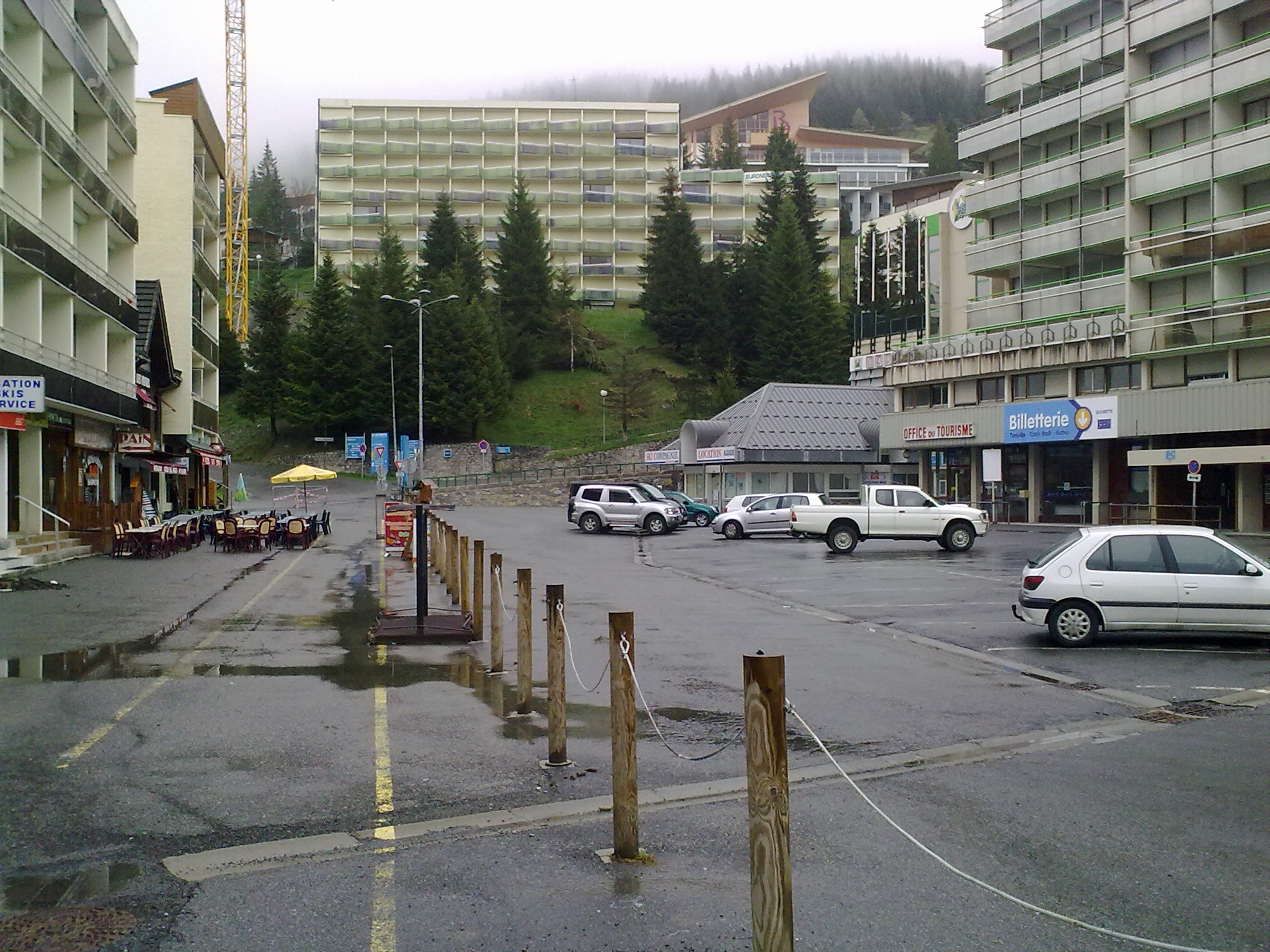
El complex turístic de Goreta.

- El complex turístic de Goreta.El front de neu és una àmplia zona que s'obre a l'esplanada Valentin i a la Plaça Sarrière, als centres turístics de l'estació de Goreta.

Hi ha el projecte d'unir físicament les estacions de Goreta i Artosta, tot i que ja existeix una ruta fora pistes que connecta les dues estacions d’esquí.

## Ciclisme
El complex ha viscut nombroses proves de ciclisme amateur i professional. El 1910, va passar-hi el Tour de França per primer cop, de camí al pas d'Aubisca, en una etapa que anava de Banhèras de Luishon a Baiona. Tal com estaven els camins de muntanya aquella època, només cinc corredors disposaven de canvi de marxes a la bicicleta, els altres van pujar tots amb la marxa fixa; només un corredor va arribar al Tormalet sense baixar de la bicicleta. Posteriorment el Coll d'Aubisca i Goreta han presenciat el pas de la prova francesa varis cops.